# Tannat

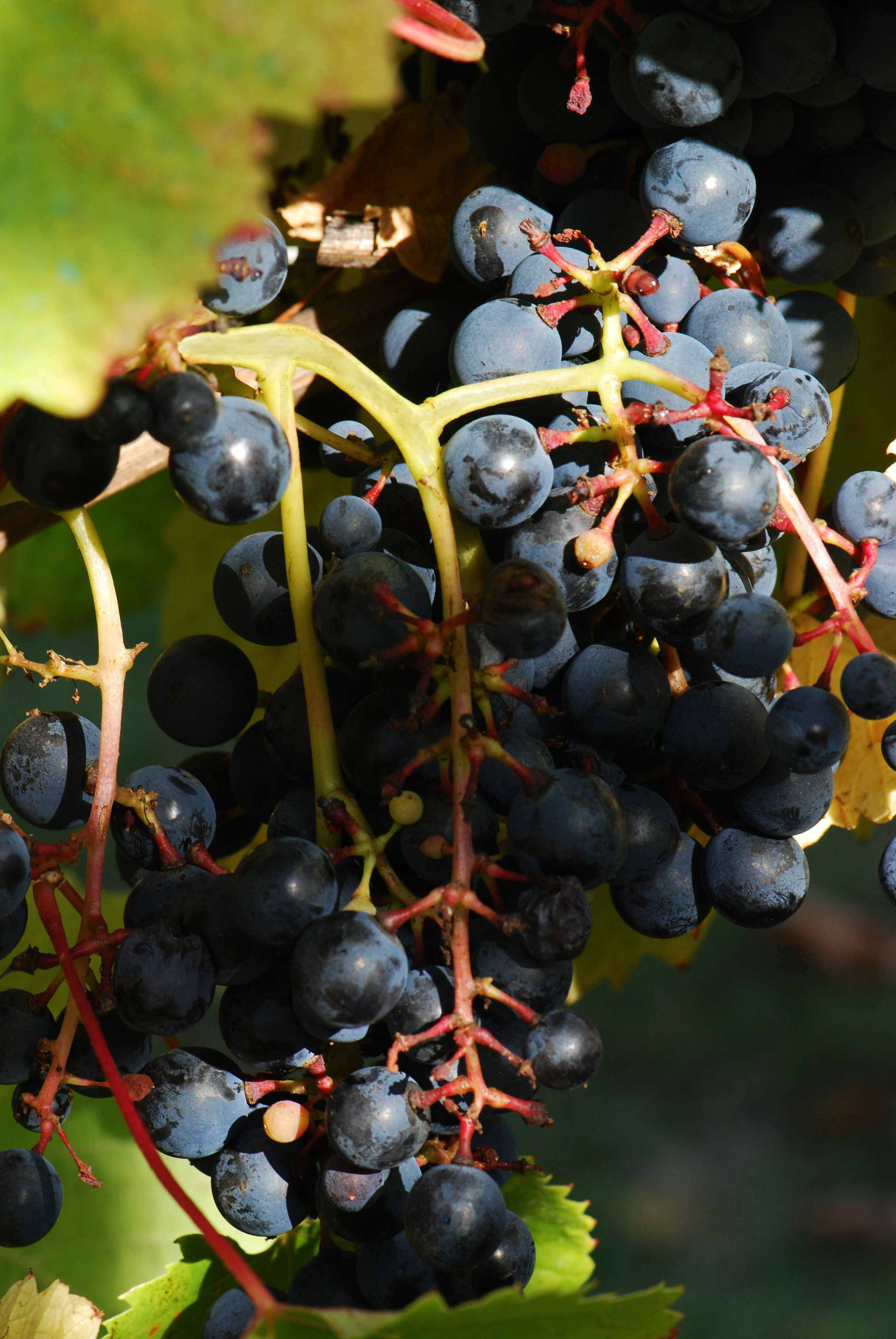
Grono tannat

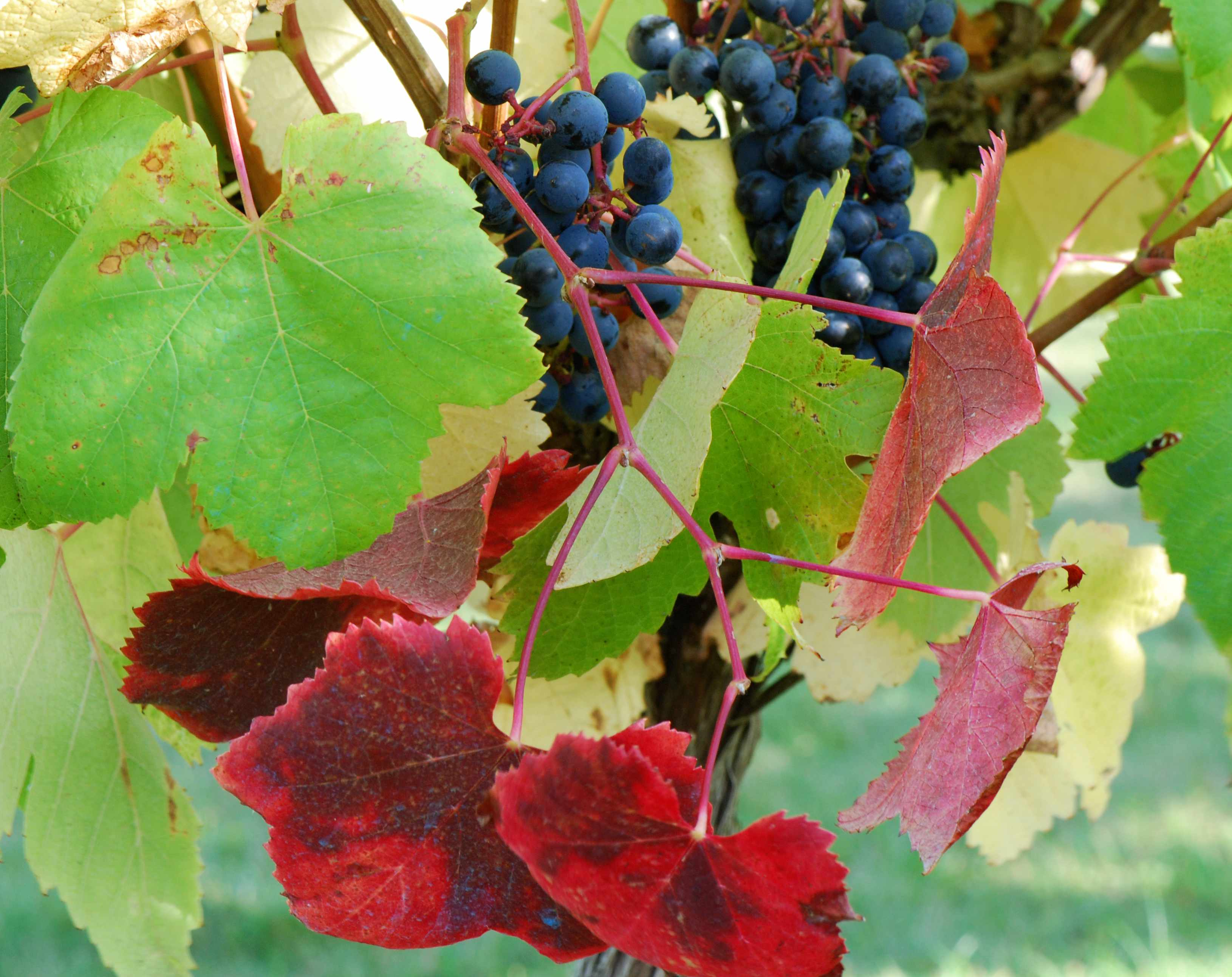
Tannat w październiku

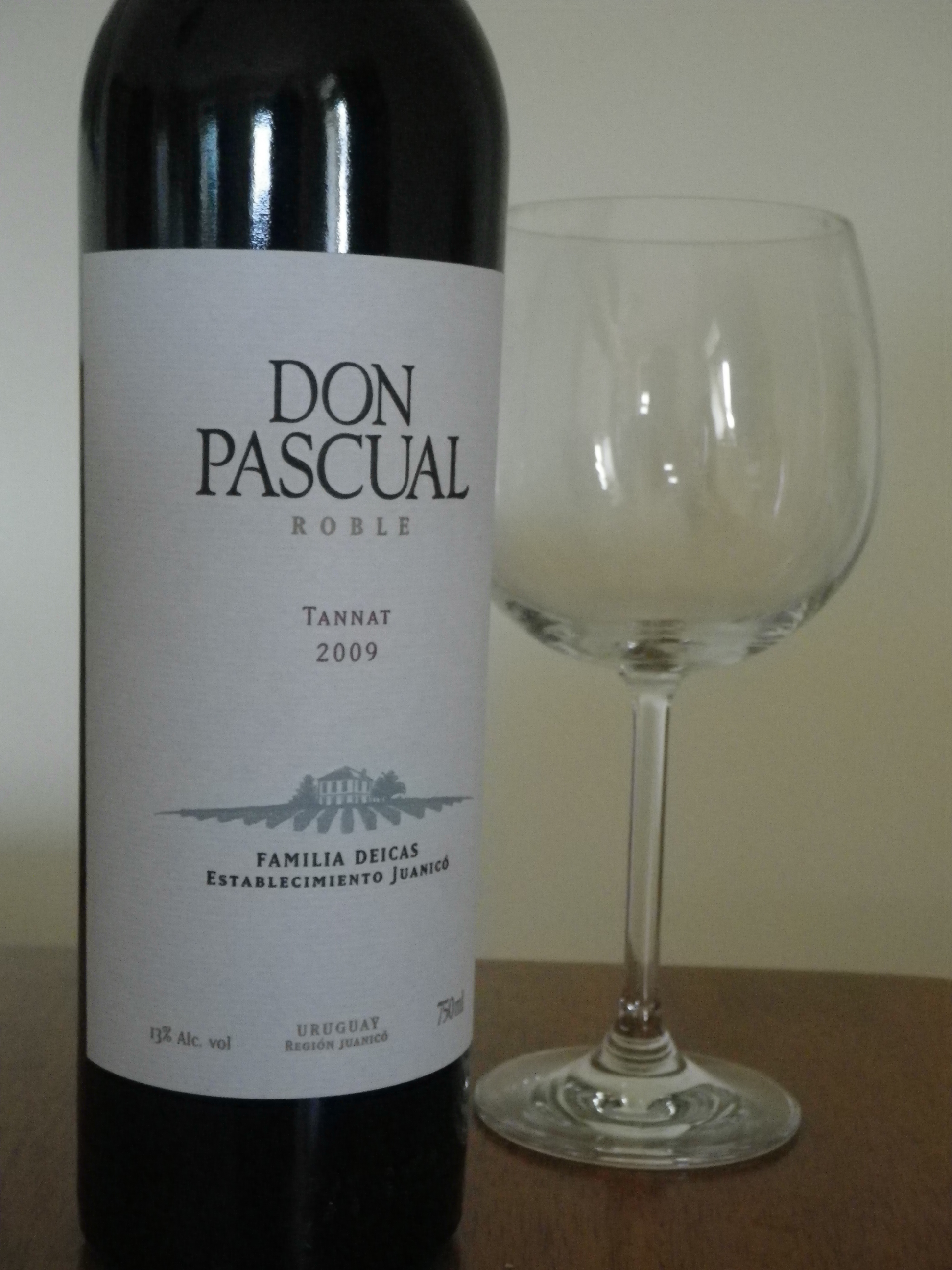
Butelka jednoszczepowego wina tannat

Tannat – czerwony szczep winorośli, dający bogate w taniny wina o intensywnie czerwonej barwie. Choć największy obszar winnic obsadzonych tannatem znajduje się we Francji, to szczep jest uznawany za narodowy szczep Urugwaju, który też przoduje pod względem wielkości produkcji.

## Charakterystyka
Winorośl podobnych odmian uprawiano w południowo-zachodniej Francji już w czasach rzymskich. Nazwa tannat pojawiła się w piśmiennictwie po raz pierwszy w 1784 roku w opisie upraw w departamencie Gers. Popularność winorośli tannat znacznie wzrosła po wynalezieniu w 1990 roku technologii mikroutleniania, które pozwala na produkcję win pozbawionych nadmiaru garbników, do konsumpcji jako młode.
Opublikowane w 2007 badania zespołu Louisa Bordenave wskazują na bliskie pokrewieństwo między tannatem a szczepami baroque, manseng noir. Wyraźne jest także podobieństwo do odmiany malbec i claverie.
Cylindryczne grona są dość duże i mają intensywny kolor. Odmiana jest plenna, lubi gleby żwirowe i piaszczyste.
Wina wytwarzane z tannat cechują się zauważalną kwasowością, głębokim kolorem i wysoką zawartością garbników, szczególnie przy tradycyjnej metodzie wytwarzania, co z jednej strony sprawia, że wymagają długiego dojrzewania, z drugiej strony zapewnia im długowieczność.

## Rozpowszechnienie
Odmiana prawdopodobnie pochodzi z prowincji Béarn na skraju Pirenejów. Największe uprawy tannat znajdują się na południowym zachodzie terytorium Francji (w 2010 zarejestrowano 2863 ha winnic). Apelacja AOC Madiran słynie z wyrazistych, jednoszczepowych win wytwarzanych właśnie z winorośli tannat. W regionie Cahors tannat jest stosowany jako domieszka wzbogacająca smak dominującego tam szczepu malbec (znanego także jako auxerrois). Inne regiony, w których uprawia się tę odmianę to m.in. Tursan, Côtes de Saint-Mont, Irouléguy, Côtes du Brulhois i Béarn.
W Nowym Świecie tannat jest równie chętnie używany do wyrobu win jednoodmianowych, co do cuvées, przede wszystkim z merlotem, cabernet sauvignon i cabernet franc, które łagodzą smak tannata i przez to pozwalają na skrócenie dojrzewania. Tannat jest odmianą typową dla Urugwaju (ok. 2000 ha upraw), znaną tam także pod nazwą harriague od pioniera winiarstwa, baskijskiego imigranta Don Pascuala Harriague. Głównymi regionami upraw szczepu są departamenty Canelones, Montevideo, San José i Maldonado.
Winnice o niewielkim znaczeniu znajdują się także w innych krajach Ameryki: Argentynie, Brazylii, Boliwii (w rejonie Santa Cruz), Peru (prowincja Ica) i w USA (Kalifornia).
Odmianę spotyka się także w Australii, Włoszech (Sardynia, Apulia), a także w eksperymentalnych winnicach w Szwajcarii i dziesięciohektarowej parceli w Południowej Afryce.

## Wpływ na zdrowie
Wina produkowane ze szczepu tannat zostały określone w wyniku badań Rogera Cordera, opublikowanych w czasopiśmie „Nature” jako „najzdrowsze”. Tradycyjny sposób wytwarzania wina (fermentacja w obecności skórek i pestek przez 3-4 tygodnie) z winorośli tannat (spotykany w praktyce tylko w niewielkich regionach Gers i Nuoro we Francji oraz na Sardynii) zapewnia szczególnie wysoką zawartość aktywnych biologicznie antocyjanów, ważnych w zapobieganiu chorób układu krążenia.

## Synonimy
Harriague (w Urugwaju i Argentynie), bordeleza (Kraj Basków), bordelais, moustrou, madiran (od nazwy apelacji), tannat noir.